# Григорьев, Афанасий Григорьевич
Афанасий Григорьевич Григорьев (1782—1868) — ведущий архитектор московского ампира. Известен участием в воссоздании общественных зданий Москвы после пожара 1812 года (совместно с Доменико Жилярди), особенно проектированием дворянских усадеб.

## Биография
Афанасий Григорьев родился 10 (21) января 1782 года в семье крепостных крестьян помещика В. К. Кретова в Васильевской слободе при селе Никольском Козловского уезда Тамбовской губернии (ныне на территории села Никольское Мичуринского района Тамбовской области). Его брат — архитектор Дормидонт Григорьев.
Вырос в Москве, обучался строительным ремёслам в семейной фирме Жилярди. Глава фирмы, Джованни Жилярди, был штатным архитектором Воспитательного дома, Вдовьего дома и других общественных зданий. Вместе с Доменико, сыном Джованни, Григорьев учился у Франческо Кампорези в Архитекторской школе при Экспедиции кремлёвского строения. Работал с Доменико Жилярди — в восстановлении сгоревших зданий и в новых постройках — вплоть до его отъезда из России в 1832 году.
Выкупил личную свободу в возрасте 22 лет. В 1808—1846 годах — на государственной службе, вначале помощник архитектора; с 1819 года — в чине титулярного советника, уволен в 1846 году в чине надворного советника; в 1823 году получил орден Св. Анны 3-й степени. Был штатным архитектором Вдовьего дома на Кудринской площади.
Большинство работ Григорьева этого периода выполнены совместно с Жилярди, выделить личный вклад каждого из двух архитекторов невозможно. Считается, что Григорьев и Жилярди — равноправные соавторы таких памятников, как усадьбы Суханово и Конный двор в Кузьминках, Опекунский совет на Солянке, усадьба Усачева на Земляном Валу. Помимо сотрудничества с Жилярди, Григорьев также завершил постройку храма Большого Вознесения у Никитских Ворот по проекту Осипа Бове. Восстановил городскую усадьбу Разумовских на Гороховом Поле (улица Казакова). Григорьеву нередко приписывается Храм Троицы Живоначальной в Вешняках, но академические источники не подтверждают это мнение.
Был дважды женат. Первой женой была сестра архитекторов Фёдора и Александра Шестаковых, второй — вдова Фёдора Шестакова Агриппина Андреевна (1800—1878). В первом браке родились сыновья: Павел (1881—1876), Иван (1815—1871), Михаил (1822—1891).
Умер 6 (18) мая 1868 года в Москве. Похоронен на Калитниковском кладбище.

## Собственные, бесспорные работы Григорьева
- 1810-е — Дом А. П. Хрущёва, Пречистенка, 12/2
- 1817—1822 — Дом Лопухина (Станицких), Пречистенка, 11 (Музей Л. Н. Толстого)
- 1819—1821 — Дом Докучаева, Мясницкая улица, 21 (утрачен)
- 1820-е — Храм Троицы в селе Ершово под Звенигородом
- 1824 — Храм Воскресения Словущего на Ваганьковском кладбище
- 1837 — главный дом усадьбы Ершово (?)
- 1842 — собственный дом, Милютинский переулок, 8

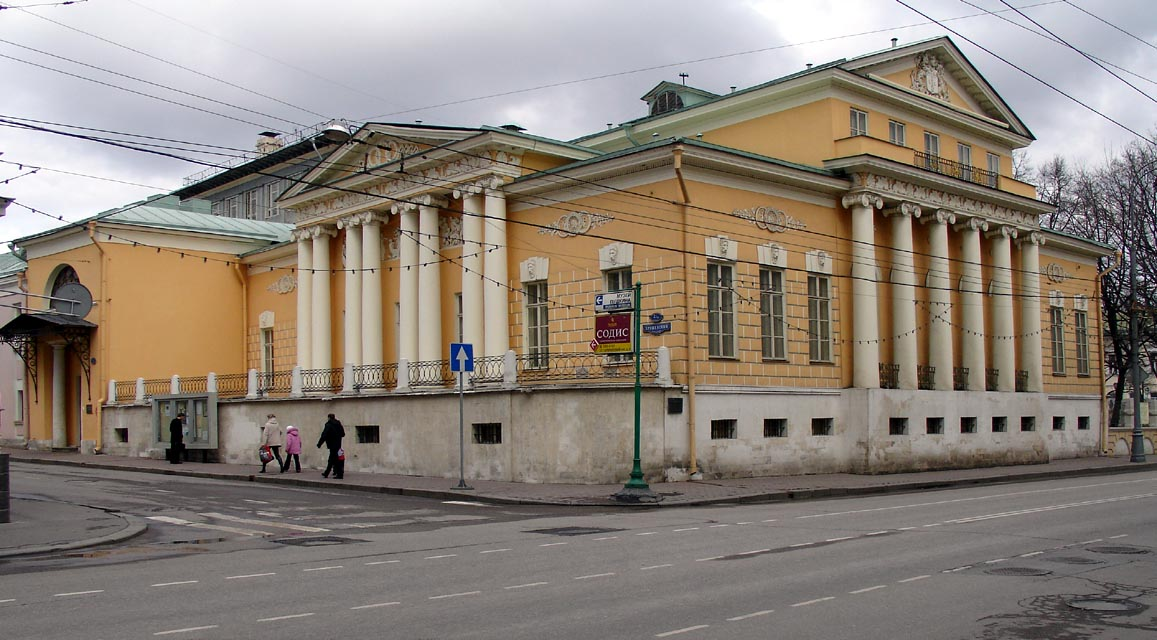
Дом Хрущёва на Пречистенке, 12
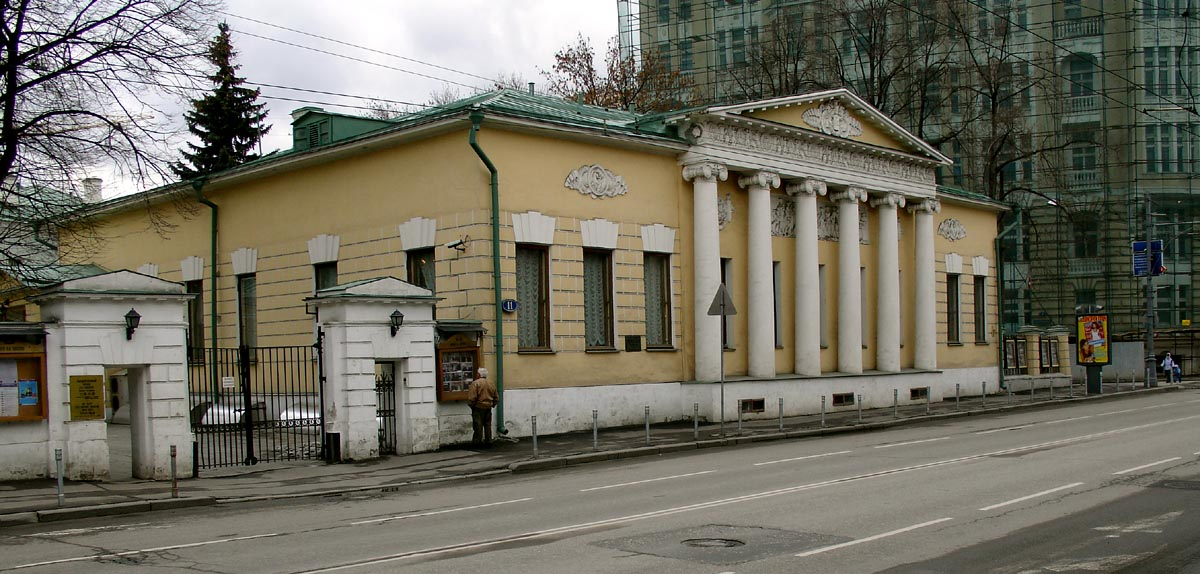
Дом Лопухина на Пречистенке, 11
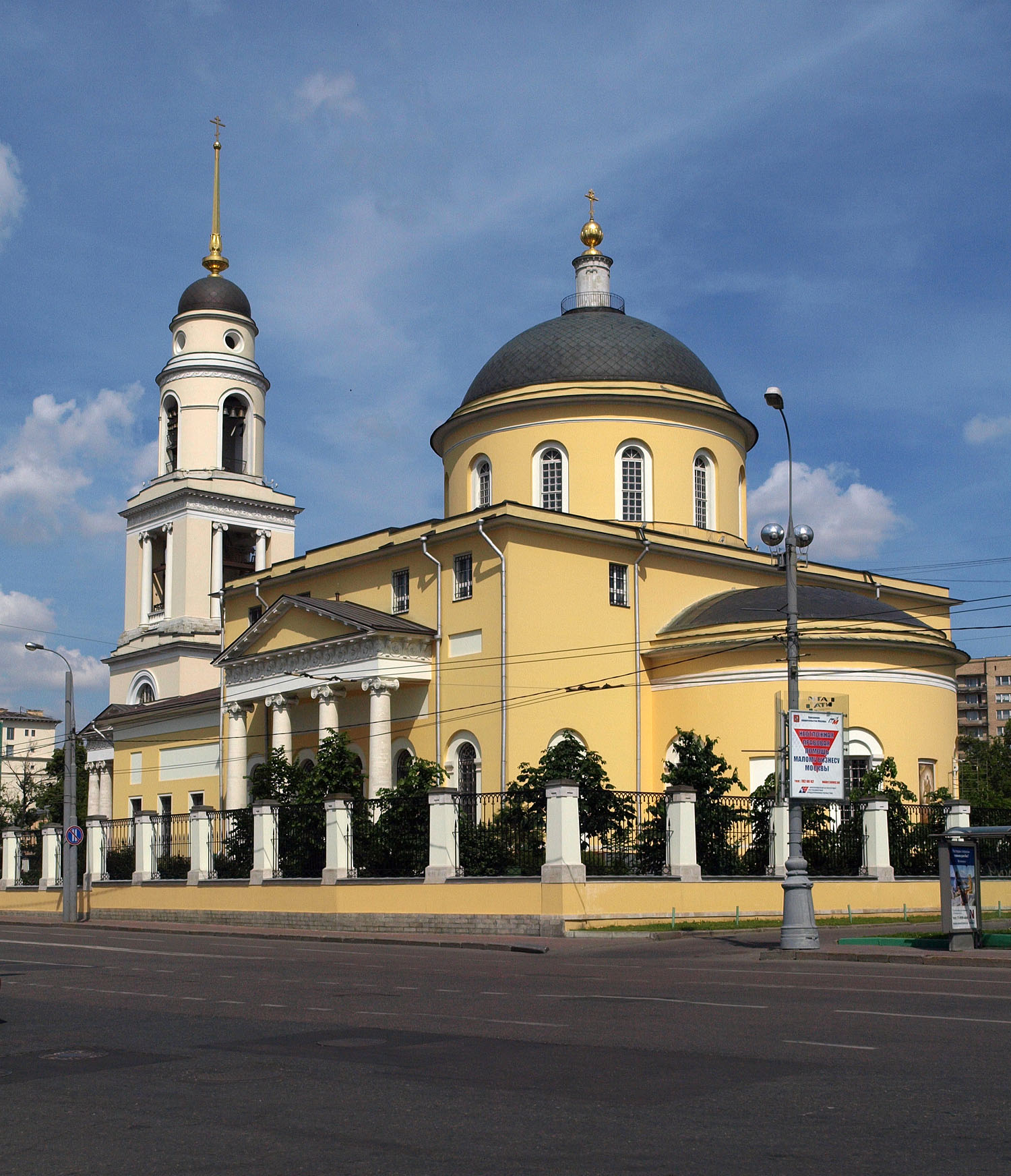
Храм Большое Вознесение у Никитских Ворот
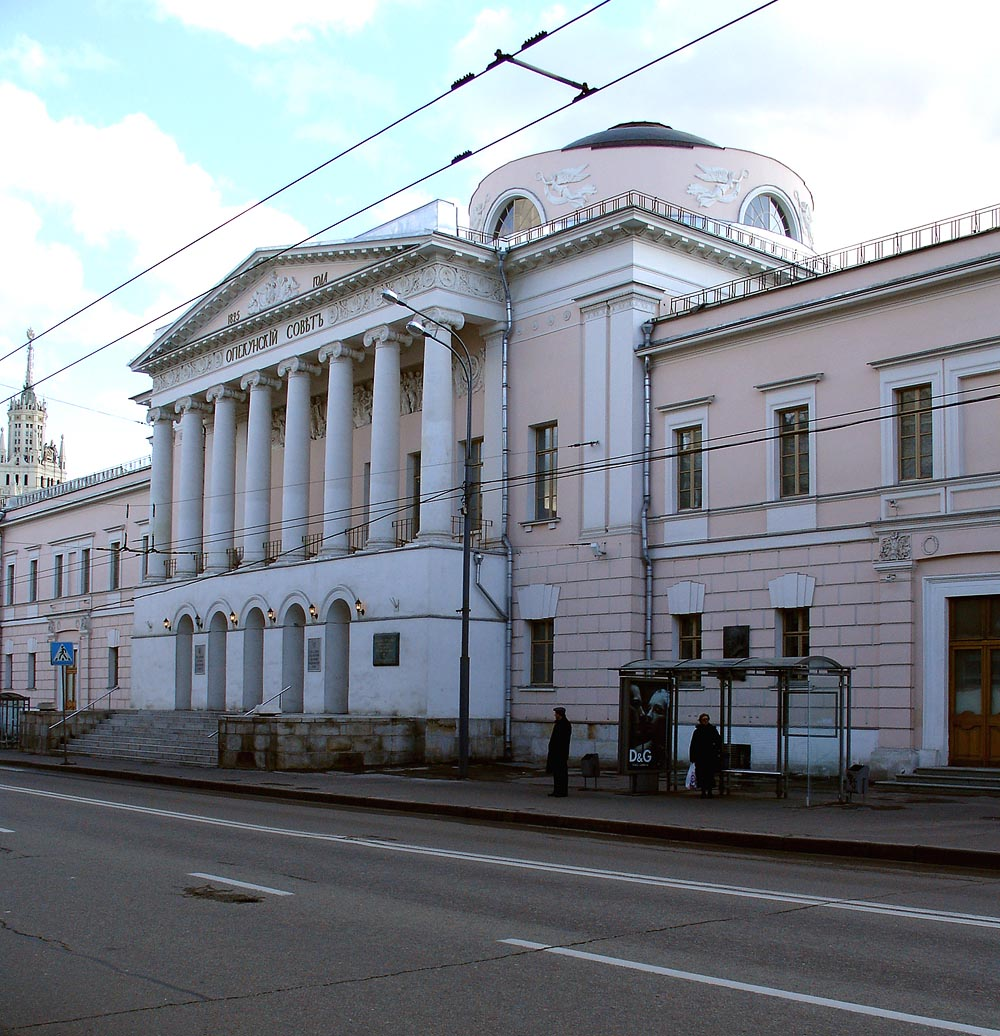
Опекунский совет на Солянке
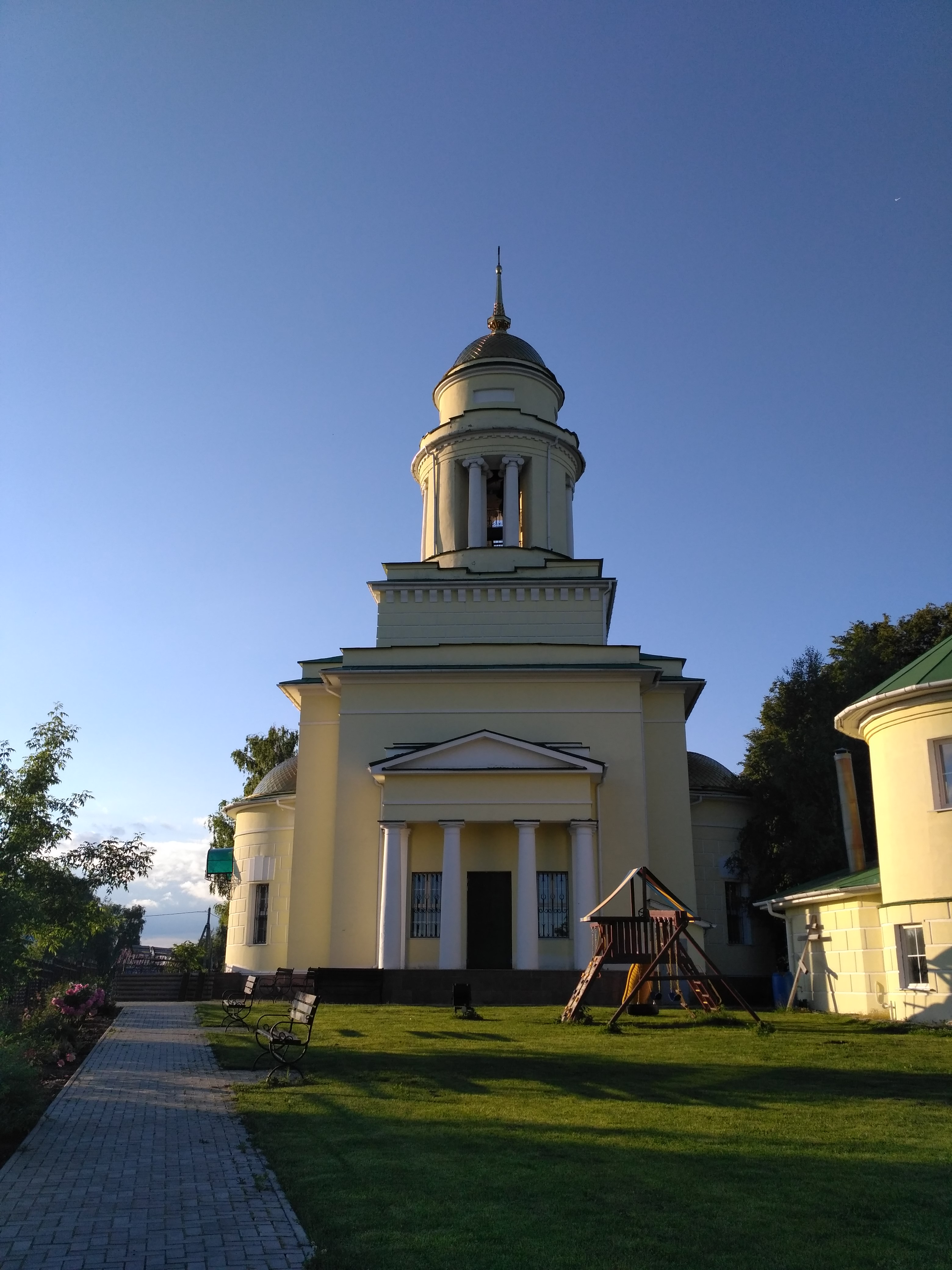
Храм Живоначальной Троицы в с.Ершово
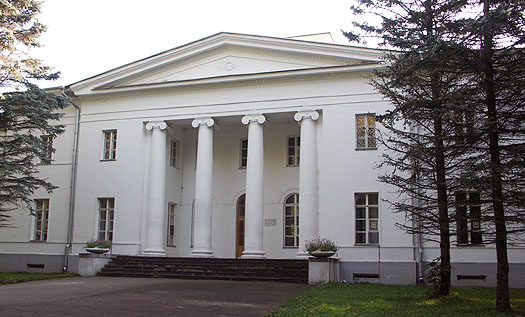
Усадьба Олсуфьева («Ершово»)